# Saint-Gobain Building Distribution Deutschland
Die Saint-Gobain Building Distribution Deutschland GmbH war ein Unternehmen der Compagnie de Saint-Gobain und hatte ihren Sitz in Offenbach am Main. Bundesweit beschäftigte das Unternehmen rund 5.100 Mitarbeiter in 220 Niederlassungen und erzielte dabei einen Umsatz von 2 Milliarden Euro.
Zum 1. Oktober 2019 wurde die Saint-Gobain Building Distribution Deutschland GmbH von der Stark Gruppe übernommen und firmiert seitdem unter dem Namen Stark Deutschland.

## Produkte
Der Baufachhändler bot Produkte, Systeme und Dienstleistungen in den Bereichen Bauen und Modernisieren an. Die Angebotspalette reichte vom Keller bis zum Dach und umfasste auch den Tief- sowie Garten- und Landschaftsbau.

## Struktur

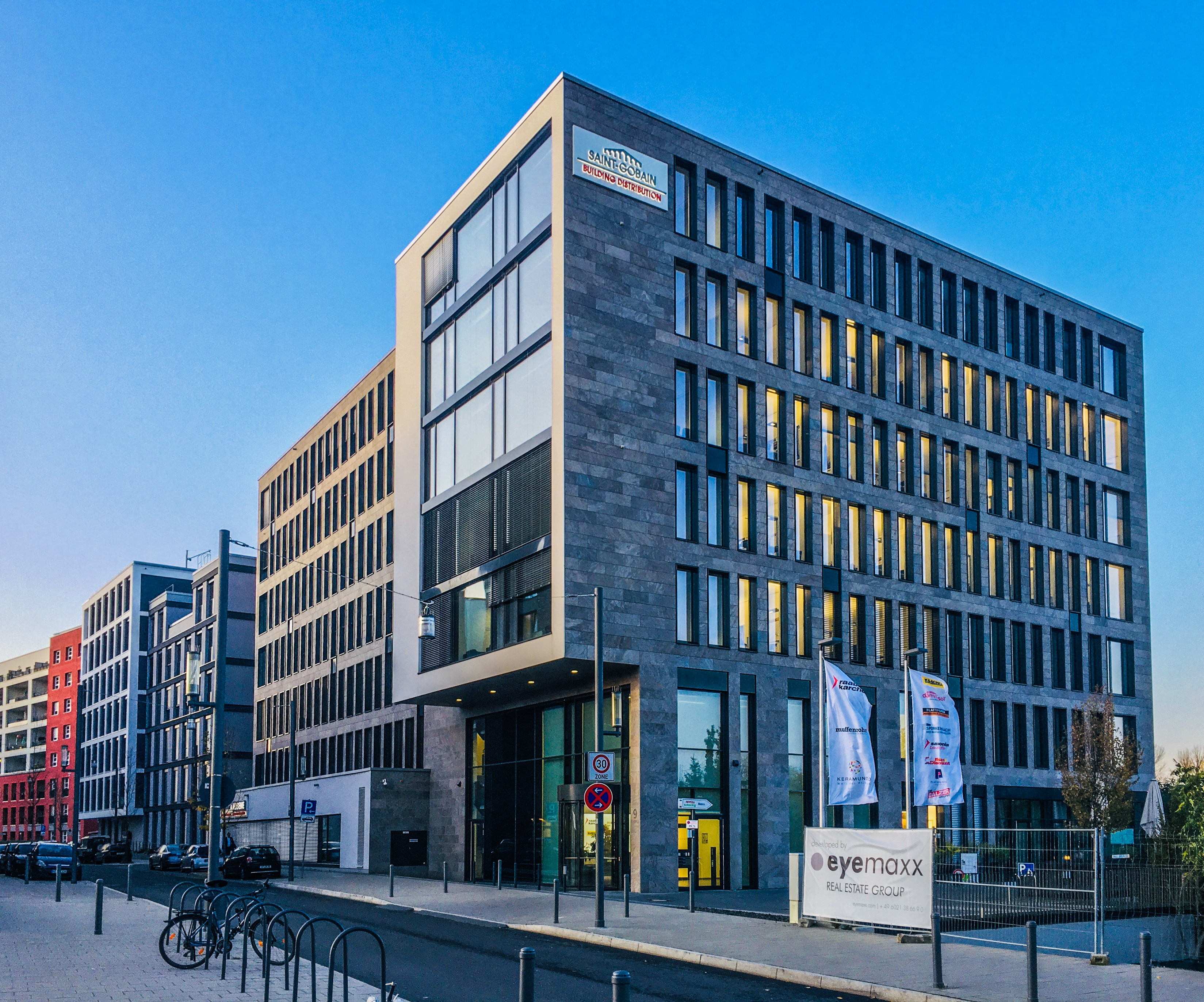
Sitz der Hauptverwaltung in Offenbach am Main

Das Unternehmen besaß 13 Marken aus den Geschäftsfeldern Fliese, Hoch- und Tiefbau, welche SGBDD unter einem Dach vereinigte. Zur Unternehmensgruppe der Saint-Gobain Building Distribution Deutschland GmbH gehörten folgende eigenständige Marken:
- Balzer Gruppe
- Dämmisol Baustoffe GmbH
- Dr. Sporkenbach GmbH
- Fliesen Discount GmbH
- IBA-Internationale Bauausrüstung Handelsgesellschaft Halberg mbH
- Muffenrohr GmbH
- Platten Peter Fliesenzentrum Nord GmbH & Co. KG
- Raab Karcher (gegr. 1848; Zukauf 2000[2])
- SGBD Deutschland GmbH / Keramundo – Welt der Fliesen
- SGBD Deutschland GmbH / Kluwe – Ihr Baufachhändler
- SGBD Deutschland GmbH / Plattform Handwerker-Fachmarkt
- Saxonia Baustoffe GmbH
- Schulte Tiefbauhandel GmbH